# Paistunturin erämaa
Paistunturin erämaa este o arie protejată (arie specială de conservare — SAC, sit de importanță comunitară — SCI) din Finlanda întinsă pe o suprafață de 159.641 ha, integral pe uscat.

## Localizare
Centrul sitului Paistunturin erämaa este situat la coordonatele 69°37′59″N 26°13′56″E / 69.6331°N 26.2322°E.

## Înființare
Situl Paistunturin erämaa a fost declarat sit de importanță comunitară în august 1998 pentru a proteja 2 specii de plante și 4 specii de animale. Situl a fost protejat și ca arie specială de conservare în aprilie 2015.

## Biodiversitate
Situată în ecoregiunea alpină, aria protejată conține 18 habitate naturale: Ape oligotrofe din câmpii nisipoase, cu un conținut foarte redus de minerale (Littorelletalia uniflorae), Lacuri și iazuri distrofice naturale, Râuri naturale fino-scandinave, Râuri de munte și vegetația erbacee de pe malurile acestora, Pajiști alpine și boreale, Tufărișuri subarctice cu Salix spp., Pajiști boreale și alpine pe substrat silicios, Mlaștini turboase de tranziție și turbării mișcătoare, Izvoare fino-scandinave și mlaștini produse de izvoare bogate în minerale, Izvoare petrifiante cu formare de travertin (Cratoneurion), Turbării Aapa, Turbării Palsa, Grohotișuri silicioase de la nivelul montan până la nivelul zăpezii (Androsacetalia alpinae și Galeopsietalia ladani), Pante stâncoase silicioase cu vegetație casmofită, Taiga vestică, Păduri nordice subalpine/subarctice cu Betula pubescens ssp. czerepanovii, Mlaștini împădurite, Păduri aluvionare cu Alnus glutinosa și Fraxinus excelsior (Alno-Padion, Alnion incanae, Salicion albae).
La baza desemnării sitului se află mai multe specii protejate:
- plante (2): Carex holostoma, Ranunculus lapponicus
- mamifere (3): vulpe polară (Alopex lagopus), gluton (Gulo gulo), vidră de râu (Lutra lutra)
- nevertebrate (1): Erebia medusa polaris

Pe lângă speciile protejate, pe teritoriul sitului au mai fost identificate 3 specii de plante, 9 specii de păsări, 1 specie de pești.